# Bejt ha-Tfucot
Bejt ha-Tfucot (hebrejsky בית התפוצות‎, doslova Dům diaspory, též Muzeum diaspory, anglicky: Diaspora Museum nebo Beit HaTefutzot) je muzeum ve městě Tel Aviv v Izraeli.

## Geografie
Leží na severním okraji Tel Avivu, v areálu Telavivské univerzity poblíž čtvrti Ramat Aviv.

## Popis muzea
Bylo otevřeno roku 1978. Jeho zřízení inicioval Nachum Goldmann, bývalý prezident Světové sionistické organizace. Cílem instituce je dokumentovat život Židů v diaspoře, tedy v zemích, kam byli Židé v posledních 2000 let rozptýleni. V roce 2005 přijal izraelský parlament (kneset) zákon, který toto muzeum definuje jako ústřední instituci pro tento účel (Národní centrum židovských komunit v Izraeli a ve světě). Ředitelem muzea je Avino'am Armoni.